# Espionnage (film, 1937)
Pour les articles homonymes, voir Espionnage.
Pour plus de détails, voir Fiche technique et Distribution.
Espionnage (titre original Espionage) est un film américain réalisé par Kurt Neumann et sorti en 1937.
C'est un des premiers films d'Hollywood qui fait allusion aux camps de concentration.

## Synopsis
Un écrivain de romans policiers accepte de monter à bord de l'Orient-Express pour obtenir des informations sur Kronsky, un trafiquant d'armes, pour un ami rédacteur en chef d'un journal. Mais lorsque son passeport est volé par un pickpocket, il se retrouve obligé de se faire passer pour le mari de Patricia Booth, sans savoir qu'elle est aussi une journaliste qui est également sur la piste de Kronsky.

## Fiche technique
- Titre original : Espionage
- Réalisateur : Kurt Neumann
- Scénario : Leonard Lee, Ainsworth Morgan, Manuel Seff d'après la pièce Espionage de Walter C. Hackett[2].
- Producteur : Harry Rapf
- Photographie : Ray June
- Montage : W. Donn Hayes
- Musique : William Axt
- Production : Metro-Goldwyn-Mayer
- Genre : Comédie dramatique[1]
- Distribution : 	Loew's Inc.
- Durée : 67 minutes
- Dates de sortie : 
  - États-Unis : 26 février 1937
  - France : 9 septembre 1938

## Distribution
- Edmund Lowe : Kenneth Stevens
- Madge Evans : Patricia Booth
- Paul Lukas : Anton Kronsky
- Ketti Gallian : Sonia Yaloniv

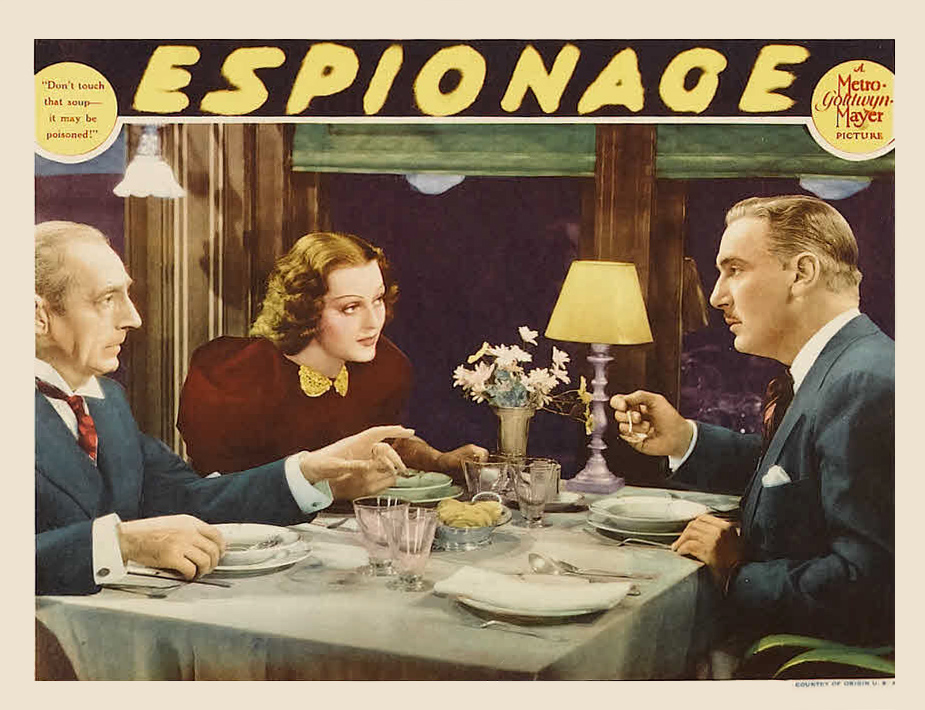
Carte promotionnelle du film.

- Richard "Skeets" Gallagher : Jimmy Brown
- Frank Reicher : Von Cram
- Billy Gilbert : Turk
- Robert Graves : Duval
- Leonid Kinskey : Maxie Burgos
- Mitchell Lewis : Sondheim
- Charles Trowbridge : Doyle
- Barnett Parker : Bill Cordell
- Nita Pike : Fleurette
- Juan Torena : South American
- George Sorel : Maitre d'Hotel
- Gaston Glass : La Forge
- Egon Brecher : Chef de la Police
- Leo White : Barber (non crédité)
- Russell Hicks : Alfred Hartrix (non crédité)
- Gino Corrado : Bandleader (non crédité)
- Ann Rutherford : Train Passenger (non créditée)